# 고양시 을
고양시 을은 대한민국의 국회의원 선거구이다. 경기도 고양시의 일부 지역을 관할한다. 현직 국회의원은 더불어민주당의 한준호이다.

## 역사
대한민국 제20대 국회의원 선거를 앞두고 고양시 지역의 선거구가 개편되면서 고양시 덕양구 을 선거구 전 지역이 고양시 을 선거구를 이루게 되면서 신설되었다.
대한민국 제21대 국회의원 선거를 앞두고 일산동구 백석1동, 백석2동을 편입했다.
대한민국 제22대 국회의원 선거를 앞두고 일산동구 백석1동, 백석2동을 고양시 병 선거구로 넘겼다.

## 관할 구역
| 대수 | 관할 구역 |
| ---- | --- |
| 20대 | 고양시 덕양구 효자동, 신도동, 창릉동, 능곡동, 행주동, 행신1동, 행신2동, 행신3동, 화전동, 대덕동                                  |
| 21대 | 고양시 덕양구 효자동, 삼송동, 창릉동, 능곡동, 행주동, 행신1동, 행신2동, 행신3동, 화전동, 대덕동 고양시 일산동구 백석1동, 백석2동 |
| 22대 | 고양시 덕양구 효자동, 삼송1동, 삼송2동, 창릉동, 능곡동, 행주동, 행신1동, 행신2동, 행신3동, 행신4동, 화전동, 대덕동               |

## 역대 국회의원
| 선거   | 정당 | 정당         | 의원   |
| ------ | ---- | ------------ | ------ |
| 2016년 |      | 더불어민주당 | 정재호 |
| 2020년 |      | 더불어민주당 | 한준호 |
| 2024년 |      | 더불어민주당 | 한준호 |

## 역대 선거 결과

### 대한민국 제20대 국회의원 선거
|  | 42.25% |

|  | 41.31% |

|  | 13.41% |

|  | 3.01% |

### 대한민국 제21대 국회의원 선거
|  | 52.47% |

|  | 35.76% |

|  | 7.57% |

|  | 2.06% |

|  | 1.73% |

|  | 0.38% |

### 대한민국 제22대 국회의원 선거
|  | 61.24% |

|  | 37.33% |

|  | 1.41% |